# Барсков, Виктор Валентинович
Ви́ктор Валенти́нович Барско́в (род. 23 ноября 1987, город Санкт-Петербург, Россия) — специалист в области энергетики. Доктор технических наук (2023), доцент. Директор Института Энергетики в Санкт-Петербургском политехническом университете (СПбПУ) Петра Великого с 2023 года.

## Образование
Первое образование — экономическое, далее закончил аспирантуру в Санкт-Петербургском политехническом университете (СПбПУ) Петра Великого в Институте Энергетики, где и получил степень кандидата технических наук по направлению «Турбомашины и поршневые двигатели». В 2023 году защитил диссертацию на соискание ученой степени доктора технических наук на тему «Научные основы цифровых двойников многотопливных газотурбинных установок с внешним подводом теплоты» и успешно получил степень доктора технических наук.

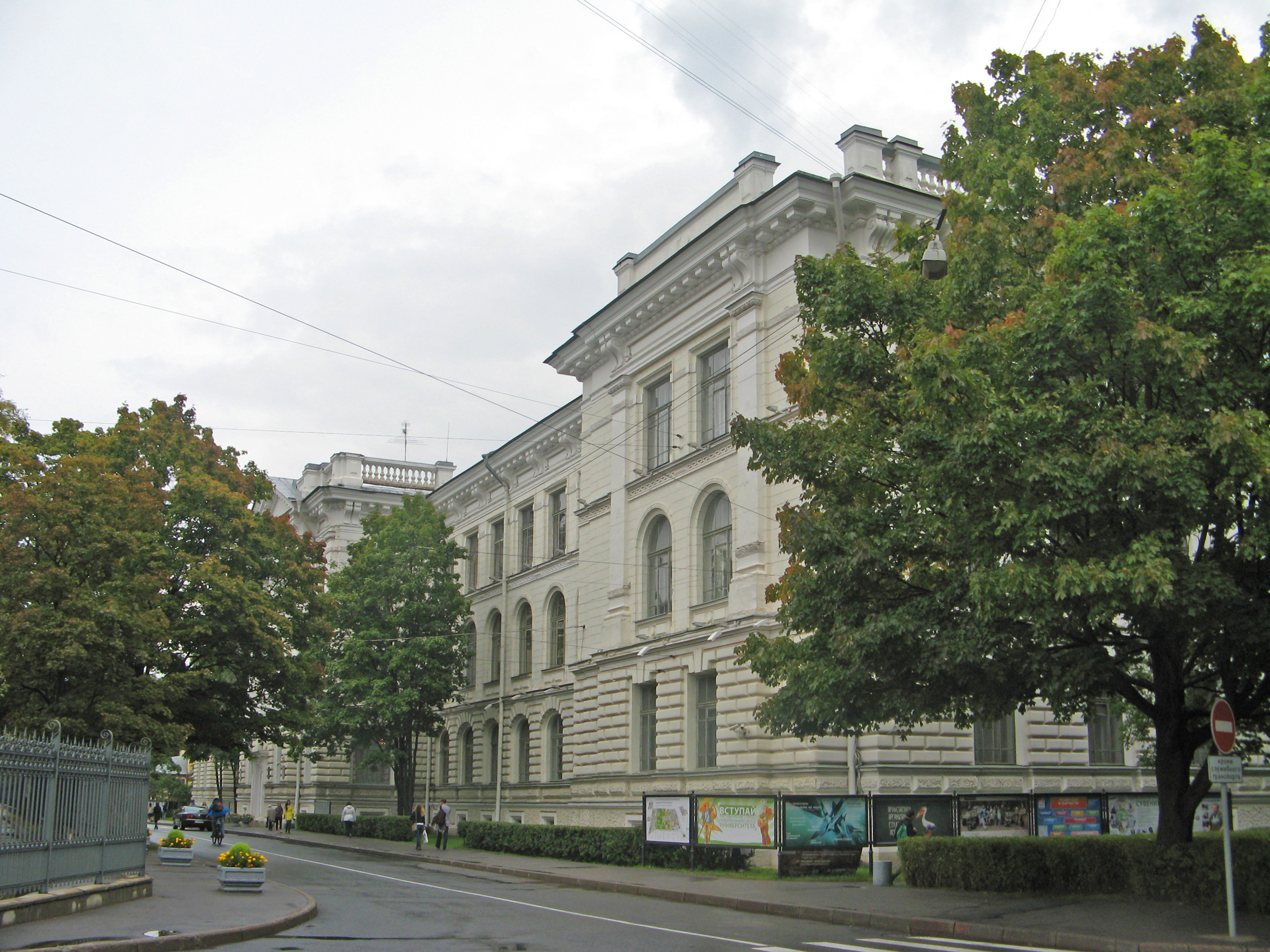
Санкт-Петербургский политехнический университет Петра Великого

## Карьера
Первые годы после получения образования работал в частных организациях, связанных с разработкой, производством и эксплуатацией газотурбинных установок. Одно из наиболее значимых первых мест работы — ООО «Научно-технический центр „Микротурбинные Технологии“». Параллельно, получая ученую степень кандидата технических наук, начинает работать в качестве преподавателя и научного сотрудника в Высшей Школе Энергетического Машиностроения (Институт Энергетики, Санкт-Петербургский политехнический университет Петра Великого).
За годы успешной работы Барсков В. В. принес много пользы как и Высшей Школе, так и всему университету: он активно принимал участие в научно-исследовательских проектах, в том числе был ответственным исполнительным лицом многих из них, также он активно пополнял научно-методическую базу института, издав множество пособий и литературы. Труды Виктора Валентиновича не остались незамеченными внутри университета и в декабре 2023 года он был назначен на должность директора Института Энергетики в Санкт-Петербургскогом политехническогом университете (СПбПУ) Петра Великого.
На текущий момент Барсков Виктор Валентинович собрал внутри института большую команду из лаборантов, инженеров и научных сотрудников, которая трудится над научно-исследовательскими проектами, принимает участие в федеральных проектах, а также выступает в качестве исполнительного лица коммерческих заказов различных компаний.

## Публикации и исследования
На данный момент Барсков В. В. имеет более 100 публикаций, среди которых:
- статьи в научных журналах (индексируемые ВАК, РИНЦ, Scopus и т. д.)[3][4][5];
- монографии;
- учебные пособия.

## Области исследований
К областям исследований Барскова В. В. относятся:
- разработка научных основ изучения физико-химических, гидрогазодинамических, тепло- и массообменных процессов, общих свойств и принципов функционирования отдельных узлов и механизмов, а также основного и вспомогательного оборудования турбомашин и комбинированных турбоустановок;
- физические исследования и математическое моделирование рабочего ресурса турбомашин и комбинированных турбоустановок;
- мониторинг и диагностика технического состояния основного и вспомогательного оборудования турбомашин и комбинированных турбоустановок.